# مايك حنا
مايك حنا هو سياسي أمريكي، ولد في 25 أغسطس 1953 في لوك هيفن، بنسيلفانيا في الولايات المتحدة. نشط حزبياً في الحزب الديمقراطي. وقد انتخب عضو مجلس نواب بنسيلفانيا ‏.